# 皮埃尔·布朗斯坦
皮埃尔·布朗斯坦 （英語：Pierre Braunstein，1947年10月4日—） 是国际著名的配位化学家和金属有机化学家。法国斯特拉斯堡大学教授，法国国家科学研究中心配位化学实验室主任。法国科学院院士，德国国家科学院院士和欧洲科学院院士。

## 生平
皮埃尔·布朗斯坦教授是金属簇合物合成方面的先驱人物之一。他在过去的研究工作中已经发表了400余篇学术论文，为了表彰他在配位化学和价键基础研究领域的突出贡献，国际无机化学会在2003年350卷出版的Inorg. Chim. Acta上出版了500余页的专辑献给Braunstein教授。他还是世界多家著名期刊的编委、副主编、主编，包括Coord. Chem. Rev.， Dalton Trans.，J. Cluster Science，J. Organomet. Chem.，New Journal of Chemistry，Organometallics等。

## 教育简历
- 1969 化学工程师 法国米卢斯高等化学专科学校École Supérieure de Chimie de Mulhouse
- 1971  工学博士(Docteur-Ingénieur)   法国路易斯·巴斯德大学（现法国斯特拉斯堡大学）
- 1971.11– 1972.10 荣誉研究员（Honorary Research Fellow）英国伦敦大学学院（University College London，简称UCL）化学系
- 1974  科学博士（Doctorat des Sciences） 法国路易斯·巴斯德大学
- 1974.11– 1975.10  洪堡学者（Alexander von Humboldt Fellow），于慕尼黑工业大学师从诺贝尔化学奖获得者恩斯特·奥托·菲舍尔。

## 研究兴趣
- 多功能配体的合成及其配位性能
- 含离域π体系的新型有机分子的合成（醌类化合物）
- 功能化的烯醇负离子化学及其金属配合物（合成，表征，活性，催化）
- 双金属硅烷配合物的合成及活性研究（新的分子间相互作用和催化）
- 分子簇化学（概念，合成，结构，活性，催化）
- 卡宾配合物